# Заложники (фильм, 2012)
«Заложники» (дат. Kapringen) — кинофильм режиссёра Тобиаса Линдхольма, вышедший на экраны в 2012 году.

## Сюжет
Сомалийские пираты захватывают в Индийском океане датское торговое судно «Розен», направлявшееся в Мумбаи. Они требуют за возвращение заложников 15 млн $. Хотя профессиональный консультант по таким делам советует нанять специального переговорщика со стороны, Петер Людвигсен, президент компании, владеющей судном, решает лично вести переговоры с пиратами. Последние начинают психологическую игру, пытаясь использовать захваченных членов экипажа, в особенности кока Миккеля Хартмана, чтобы надавить на руководство компании и родственников заложников. Переговоры затягиваются на многие недели и становятся настоящим испытанием как для пленников, так и для Петера…

## В ролях
- Пилу Асбек — Миккель Хартман
- Сёрен Маллинг — Петер Людвигсен
- Дар Салим — Ларс Вестергор
- Роланд Мёллер — Ян Сёренсен
- Гэри Портер — Коннор Джулиан
- Абдихакин Асгар — Омар
- Амалия Иле Альструп — Мария Хартман
- Линда Лаурсен — Анетте Людвигсен

## Награды и номинации
- 2012 — приз «Золотой Александр» и приз ФИПРЕССИ на кинофестивале в Салониках.
- 2012 — участие в конкурсной программе кинофестивалей в Токио, Цюрихе и Сан-Паулу.
- 2013 — премия «Бодиль» за лучший фильм (Тобиас Линдхольм), а также 3 номинации: лучший актёр (Пилу Асбек и Сёрен Маллинг), лучший актёр второго плана (Роланд Мёллер).
- 2013 — приз зрительских симпатий на Гётеборгском кинофестивале[3].
- 2013 — попадание в пятёрку лучших иностранных фильмов года по версии Национального совета кинокритиков США.
- 2014 — номинация на премию «Сатурн» за лучший международный фильм[4].
- 2014 — номинация на премию Лондонского кружка кинокритиков за лучший фильм на иностранном языке.